# Larsson i andra giftet
Larsson i andra giftet är en svensk komedifilm från 1935, regisserad av Schamyl Bauman.

## Handling
Bagaren Lasse Larsson med frun Augusta har en dotter som heter Maj. Augusta ser gärna att dottern gifter sig fint med en till staden nykommen utlänning. Men Maj uppvaktas också av Rolf, sonen till en antikhandlare som är god vän med Lasse.

## Om filmen
Filmen hade Sverigepremiär på Grand i Stockholm den 30 augusti 1935. Efter biopremiären klipptes filmen om.
Arne Bornebusch var regiassistent för filmen.

## Rollista (i urval)
- Edvard Persson - Lasse Larsson
- Dagmar Ebbesen - Augusta Larsson
- Birgit Rosengren - Maj, deras dotter
- Gideon Wahlberg - Johan Kindberg
- Eric Laurent - Rolf Kindberg
- Rut Holm - Flora
- Stig Järrel - Vladimir Streletzky
- Knut Lambert - Stanislaw Streletzy, hans far[5]